# Uzovský Šalgov
Uzovský Šalgov és un poble i municipi d'Eslovàquia. Es troba a la regió de Prešov, al nord del país.

## Història
La primera referència escrita de la vila data del 1314.

## Demografia
| Godina             | 1994 | 2004   | 2014   | 2024    |
| ------------------ | ---- | ------ | ------ | ------- |
| Nombre de persones | 577  | 570    | 602    | 669     |
| Diferència         |      | −1,21% | +5,61% | +11,12% |

| Godina             | 2023 | 2024   |
| ------------------ | ---- | ------ |
| Nombre de persones | 656  | 669    |
| Diferència         |      | +1,98% |